# 2MASX J12393240+1527470
2MASX J12393240+1527470 ist eine Galaxie im Sternbild Haar der Berenike  am Nordsternhimmel. Sie ist schätzungsweise 2 Milliarden Lichtjahre von der Milchstraße entfernt und hat einen Durchmesser von etwa 205.000 Lichtjahren. 
Im selben Himmelsareal befinden sich unter anderem die Galaxien NGC 4595, IC 3621, IC 3622, PGC 3793217.